# Lingora aurata
Lingora aurata är en nattsländeart som beskrevs av Martin E. Mosely 1936. Lingora aurata ingår i släktet Lingora och familjen Conoesucidae. Inga underarter finns listade i Catalogue of Life.